# Tunesische Luftstreitkräfte
Die Tunesische Luftwaffe ist die Luftstreitmacht der Streitkräfte der Tunesischen Republik, sie hat eine Stärke von etwa 4000 Soldaten.

## Gliederung
Die tunesischen Luftstreitkräfte gliedern sich in die folgenden Staffeln:
- 2 × Schulstaffel (L-39, MB-326, SF-260)
- Schulstaffel (MB-326)
- 15. Kampfstaffel (F-5E/F)
- 21. Transportstaffel (C-130B/H, L-410, G.222)
- Verbindungseinheit (S-208A)
- 2 × Hubschrauberstaffel („Ecureuil“, UH-1H, „Alouette“ II, „Alouette“ III, Bell 205)
- 36. Hubschrauberstaffel (HH-3E)

## Ausrüstung
Die Tunesische Luftwaffe betreiben 78 Flugzeuge und 102 Hubschrauber (Stand Ende 2020/2021).
| Luftfahrzeuge             | Bild                      | Herkunft                  | Verwendung                                  | Version                   | Aktiv                     | Bestellt                  | Anmerkungen                                                                                            |
| Kampf- und Schulflugzeuge | Kampf- und Schulflugzeuge | Kampf- und Schulflugzeuge | Kampf- und Schulflugzeuge                   | Kampf- und Schulflugzeuge | Kampf- und Schulflugzeuge | Kampf- und Schulflugzeuge | Kampf- und Schulflugzeuge                                                                              |
| ------------------------- | ------------------------- | ------------------------- | ------------------------------------------- | ------------------------- | ------------------------- | ------------------------- | --- |
| Northrop F-5              | Beispielbild              | Vereinigte Staaten        | Leichtes JagdflugzeugSchulflugzeug          | F-5EF-5F                  | 1103                      |                           | Sollen durch neue Maschinen ersetzt werden (Lockheed Martin F-16, Saab JAS 39 Gripen oder Aero L-39NG) |
| Aermacchi MB-326          |                           | Italien                   | Leichtes Kampfflugzeug Schulflugzeug        | MB-326K MB-326B/L         | 3 7                       |                           | |
| Aero L-39                 |                           | Tschechoslowakei          | Schulflugzeug                               |                           | 9                         |                           | |
| Beechcraft T-6            | Beispielbild              | Vereinigte Staaten        | Schulflugzeug                               | T-6C AT-6C                | 1 0                       | 7 4                       | |
| Aermacchi SF-260          | Tunesische SF-260         | Italien                   | Schulflugzeug                               | SF-260CT SF-260WT         | 17                        |                           | |
| Transportflugzeuge        |                           |                           |                                             |                           |                           |                           | |
| Lockheed C-130            | Tunesische C-130J         | Vereinigte Staaten        | Transportflugzeug                           | C-130B/H C-130J-30        | 2                         | 2                         | Zwei gebrauchte C-130H aus US-amerikanischen Beständen ersetzten die C-130B                            |
| Aeritalia G.222           |                           | Italien                   | Transportflugzeug                           |                           | 5                         |                           | |
| Let L-410                 | Beispielbild              | Tschechien                | Transportflugzeug                           |                           | 5                         |                           | |
| SIAI-Marchetti S.205      |                           | Italien                   | Transportflugzeug                           | S.208A                    | 2                         |                           | |
| Maule M-7                 | Beispielbild              | Vereinigte Staaten        | Aufklärungsflugzeug                         | MX-7-180B                 | 12                        |                           | |
| Hubschrauber              |                           |                           |                                             |                           |                           |                           | |
| Bell OH-58                | Beispielbild              | Vereinigte Staaten        | Leichter Aufklärungs- und Kampfhubschrauber | OH-58D                    | 18                        |                           | |
| Bell UH-1                 | Beispielbild              | Vereinigte Staaten        | Leichter Mehrzweckhubschrauber              | Bell 205 Bell 412 UH-1H/N | 21 02 16                  |                           | |
| Sikorsky S-61             | Tunesische HH-3           | Vereinigte Staaten        | Mehrzweckhubschrauber                       | CH-3E HH-3E               | 15                        |                           | |
| Sikorsky UH-60            | Beispielbild              | Vereinigte Staaten        | Mehrzweckhubschrauber                       | UH-60M                    | 8                         |                           | |
| Eurocopter AS350          | Beispielbild              | Frankreich                | Verbindungshubschrauber                     |                           | 6                         |                           | |
| Aérospatiale SE.313       | Beispielbild              | Frankreich                | Verbindungshubschrauber                     |                           | 8                         |                           | |
| Aérospatiale SA.316       | Beispielbild              | Frankreich                | Verbindungshubschrauber                     | SA.316A SA.316B           | 4                         |                           | |
| Unbemannte Luftfahrzeuge  |                           |                           |                                             |                           |                           |                           | |
| TAI Anka                  | Beispielbild              | Türkei                    | Aufklärungsdrohne                           | Anka-S                    |                           | 3                         | |

Ehemalige Luftfahrzeuge: Aero L-59